# Norman Carmichael
Norman Carmichael   (Washington DC, 4 de novembre de 1947 - 6 de març de 2022) fou un exjugador de bàsquet estatunidenc. Amb 2.08 metres d'alçada, jugava en la posició de pivot.

## Trajectòria

### Universitat
Va jugar durant quatre temporades amb els Cavaliers de la Universitat de Virgínia. Al llarg de la seva carrera va aconseguir diversos rècords de la seva universitat en l'apartat rebotador, sent el jugador junior que més rebots va capturar en un partit, amb 22 contra Richmond, i el júnior amb millor mitjana per partit, amb 12,0. Així mateix, figura com a sisè millor rebotador de la història dels Cavaliers, amb 8,9 per partit, i el segon amb millor mitjana en una temporada, superant les quatre de Ralph Sampson. Va aconseguir 25 doble-dobles al llarg de la seva carrera, 17 d'ells la temporada 1967-68, la cinquena millor marca de la història de la seva universitat, sent les quatre primeres de l'esmentat Ralph Sampson. Va ser nominat com a millor jugador de la seva universitat en la dècada dels 60.

### Professional
Va ser triat en el lloc 193 del Draft de l'NBA del 1969 pels Atlanta Hawks, però no arribaria a debutar en l'NBA. La totalitat de la seva carrera esportiva la desenvolupa a Espanya on adquireix la nacionalitat espanyola. Juga durant tota la seva carrera professional al FC Barcelona, durant nou anys, sent l'estranger amb més temporades en l'equip blaugrana, club del qual marxà iniciada la temporada 1977-78, en el mes de novembre. Davant la tremenda superioritat del Reial Madrid en els anys 1970, el jugador no guanyaria cap títol oficial amb el FC Barcelona.